# Monochamus rhodesianus
Monochamus rhodesianus är en skalbaggsart som beskrevs av Gilmour 1956. Monochamus rhodesianus ingår i släktet Monochamus och familjen långhorningar. Inga underarter finns listade i Catalogue of Life.